# RedTraSex

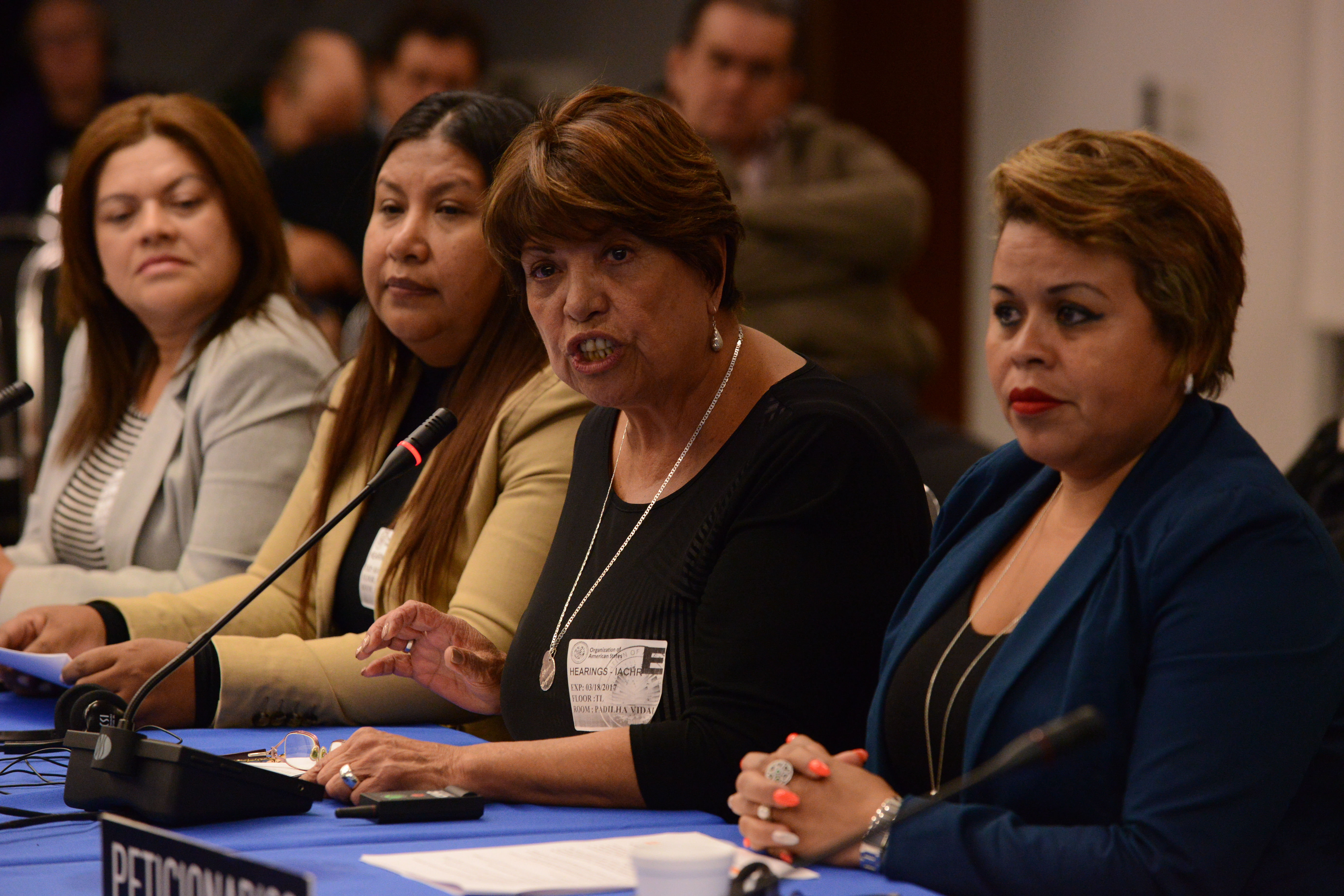
RedTraSex

La Red de Trabajadoras Sexuales de Latinoamérica y el Caribe (RedTraSex) es una red transnacional presente en 15 países de América Latina. Surgió en la conferencia "Una Sola Voz: Encuentro Latinoamericano de Trabajadores Sexuales" en Heredia, Costa Rica, en octubre de 1997. La organización tiene su sede central en Argentina, donde Elena Eva Reynaga ocupa el cargo de Secretaria Ejecutiva. Desde su creación, RedTraSex se enfoca en conseguir el reconocimiento de los estados nacionales para sus miembros, demandando que sean protegidas como trabajadoras legítimas y tengan acceso a servicios de salud, empleo y beneficios sociales adecuados.
La organización se basa en los derechos feministas para unir a sus miembros a través de programas que satisfagan sus necesidades, con el objetivo de fortalecer la unidad entre ellas mediante la utilización de plataformas de comunicación, campañas de concientización, apoyo a organizaciones comunitarias y la publicación de investigaciones sobre los desafíos que enfrentan las trabajadoras sexuales. La organización es muy reconocida por su impacto transnacional en las regiones.

## Campañas de divulgación
Las académicas feministas Kate Hardy y Megan Rivers-Moore sugieren que el movimiento actual para la sindicalización de las trabajadoras sexuales en América Latina está directamente relacionado con RedTraSex. La organización transnacional desempeña un papel crucial en el apoyo y financiamiento de los movimientos activistas, y brinda orientación a las trabajadoras sexuales interesadas en formar sindicatos. RedTraSex también organiza talleres sobre gobernanza, derechos humanos, género y autoestima para ayudar a sus miembros a ganar exposición internacional, compartir ideas, identificar puntos en común y trabajar para lograr la autonomía en la sindicalización.  La organización ha establecido cuatro sindicatos de trabajadoras sexuales y es reconocida políticamente por Colombia, Guatemala, Nicaragua y Perú.
RedTraSex hace campañas para el acceso a los servicios médicos para las trabajadoras sexuales. Urge a los ministerios de salud a que ofrezcan servicios libres de discriminación y promueve protocolos sanitarios y medidas de prevención.  En colaboración con Asociación de Mujeres Meretrices de Argentina (AMMAR), RedTraSex desempeñó un papel clave en el establecimiento de "El Centro de Salud Sandra Cabrera " el 13 de septiembre de 2006.  La organización ha asistido a varias conferencias internacionales relacionadas con la epidemia de VIH/sida . En el 2007,  miembros de la organización instalaron puestos y presentaron su informe "Un Movimiento de Tacones Altos: Mujeres Trabajadoras Sexuales y Activistas" en el Cuarto Foro de VIH y sida en Buenos Aires, Argentina. En la Conferencia Mundial sobre el VIH en México en 2008, Elena Reygoza dio un discurso para crear conciencia sobre el impacto que la insuficiencia de recursos de salud ha tenido con la epidemia.
De 2012 a 2017, RedTraSex inició el proyecto "El Sueño no Soñado de Objetos de Estudio a Sujetas de Acción", financiado por Fondo Mundial.  El objetivo del proyecto era proporcionarles a las trabajadoras sexuales equipos de trabajo para permitirlas realizar investigaciones y recopilación de datos. Como resultados, el proyecto creó mapas de políticas y legislación sobre el trabajo sexual, que empoderó a las trabajadoras sexuales para que sirvieran como facilitadoras judiciales y abordaran la violencia policial en sus regiones. Además, la organización ofrece sesiones informativas de capacitación para cohortes policiales para crear conciencia sobre la violación de los derechos y el abuso de poder que a menudo enfrentan las trabajadoras sexuales.
En 2019, RedTraSex lanzó la “Biblioteca Virtual Sobre Trabajo Sexual Sandra Cabrera”, la primera biblioteca virtual compilada por relatos, reflexiones y boletines informativos por trabajadoras sexuales. Los archivos disponibles se realizan en colaboración con ONUSIDA, Naciones Unidas y Amnistía Internacional.  Durante la pandemia de COVID-19, RedTraSex se asoció con Amnistía Internacional para exigir servicios de salud y beneficios de seguridad social libres de discriminación. También se comunicaron directamente con los gobiernos de América Latina y el Caribe para prevenir la violación de los derechos humanos.
RedTraSex trabaja activamente para abordar la censura y la violación de expresión que enfrentan las organizaciones de trabajadoras sexuales sus redes sociales.  La organización participó en la audiencia de 2011 sobre moderación de derechos humanos del contenido de Internet y libertad de expresión en América del Norte y del Sur para crear conciencia sobre la censura y el silenciamiento que enfrentan las plataformas de las organizaciones de trabajadoras sexuales. RedTraSex sufrió una violación de expresión cuando su cuenta de Instagram fue deshabilitada y luego prohibida el 3 de junio de 2021. Su cuenta fue eliminada durante más de dos meses sin ninguna explicación.

## Organizaciones[2]
- Argentina - Asociación de Mujeres Meretrices de Argentina (AMMAR)
- Brasil - Red de Brasilia de Prostituas
- Bolivia - La Organización Nacional de Activistas por la Emancipación de la Mujer (ONAEM)
- Chile - Sindicato Nacional Independiente de Trabajadoras Angela Lina
- Costa Rica - Asociación La Sala
- Ecuador - RedTrabSex
- El Salvador - Movimiento de Mujeres Orquídeas
- Guatemala -  Organización de Mujeres en Superación (OMES)
- Honduras - Red Gestora de Mujeres
- México - AMETS
- Nicaragua - GIRASOLES
- Paraguay - Unidas en la Esperanza
- Perú - Asociación de Trabajadores Sexuales Miluska Vida y Dignidad
- República Dominicana -  Movimiento de Mujeres Unidas (MODEMU)
- Uruguay - Asociación de Meretrices Profesionales del Uruguay (AMEPU)